# 랜드 가드너 수면 박탈 실험
랜디 가드너(Randy Gardner,  1946c.년 출생)는 한때 사람이 잠을 자지 않고 버틴 최장 시간 기록을 보유했던 캘리포니아주 샌디에이고 출신의 미국인이다. 1963년 12월부터 1964년 1월 사이에 당시 17세였던 가드너는 11일 24분(264.4시간) 동안 깨어 있으면서 톰 라운즈가 보유했던 이전 기록인 260시간을 깼다. 가드너의 기록은 1997년 기네스 세계 기록이 안전상의 이유로 새로운 시도를 더 이상 인정하지 않을 때까지 여러 차례 깨졌다. 그 시점에서 기록은 로버트 맥도날드가 18일 21시간(453시간 40분)으로 보유하고 있었다.
가드너의 기록 시도에는 스탠퍼드 수면 연구원 윌리엄 C. 데멘트 박사가 참여했고, 그의 건강은 중령 존 J. 로스에 의해 모니터링되었다. 기록은 포인트 로마 고등학교의 가드너의 두 급우인 브루스 매캘리스터와 조 마르시아노 주니어가 작성했다. 가드너의 수면 박탈 경험과 의학적 반응에 대한 기록은 수면 연구 커뮤니티에서 널리 알려졌다.

## 건강 영향
가드너의 실험은 극심한 수면 부족이 피로와 관련된 기분 변화를 제외하고는 거의 영향을 미 미치지 않는다는 주장이 제기되었다. 이는 주로 연구원 윌리엄 C. 데멘트의 보고서 때문인데, 그는 실험 열 번째 날에 가드너가 다른 무엇보다 핀볼에서 데멘트를 이길 수 있었다고 언급했다. 그러나 이와는 반대로, 그의 건강을 모니터링한 존 J. 로스 중령은 심각한 인지 및 행동 변화를 보고했다. 여기에는 변덕, 집중력 및 단기 기억 문제, 편집증, 환각 등이 포함되었다. 열한 번째 날, 100에서 7을 반복적으로 빼라는 요청을 받았을 때 그는 65에서 멈췄다. 왜 멈췄는지 묻자 그는 자신이 무엇을 하고 있었는지 잊어버렸다고 대답했다.
마지막 날, 가드너는 기자회견을 주재했는데, 그는 건강이 매우 좋아 보였다. "잠을 자지 않아도 나쁜 일은 일어나지 않는다는 것을 증명하고 싶었습니다."라고 가드너는 말했다. "저는 '이 기록을 깰 수 있고, 그것이 부정적인 경험이 될 것이라고 생각하지 않는다.'고 생각했습니다."

## 회복
가드너의 수면 회복은 수면 연구자들에 의해 관찰되었는데, 수면 부족 후 회복 기간 동안 수면 구조의 변화가 나타났다. 기록 달성 후 가드너는 14시간 46분 동안 잠을 잤고, 오후 8시 40분경 자연스럽게 잠에서 깨어 다음 날 오후 7시 30분경까지 깨어 있다가 10시간 반을 더 잠들었다. 가드너는 수면 부족에서 완전히 회복된 것으로 보였으며, 그 후 1주, 6주, 10주 후에 측정된 후속 수면 기록에서 유의미한 차이가 없었다.
그러나 2017년 가드너는 자신의 수면 실험 후 수십 년이 지난 2007년경부터 심각한 불면증을 겪기 시작했으며, 1960년대 수면 연구에 참여한 것이 원인이라고 생각한다고 보고했다.

## 후속 기록 정보
뉴스 보도에 따르면 가드너의 기록은 비교를 위해 아래에 설명된 바와 같이 깨졌다. 그러나 가드너의 사례는 광범위하게 문서화되어 있기 때문에 여전히 주목할 만하다. 참가자가 스스로 알아채지 못할 수도 있는 짧은 마이크로 수면을 감지하기 위해 신중하게 관찰되지 않는 한, 수면 부족 기간의 정확성을 판단하기는 어렵다. 또한, 참가자가 악영향을 겪을까 우려하여 기네스 세계 기록에서는 자발적 수면 부족 기록을 더 이상 유지하지 않는다.
일부 자료에 따르면 가드너의 기록은 한 달 후 핀란드 하미나의 토이미 실보가 1964년 2월 5일부터 15일까지 11+1⁄2일, 즉 276시간 동안 깨어 있으면서 깼다고 보고되었다. 기네스 세계 기록은 1977년 5월 2일 잉글랜드 케임브리지셔주 피터버러의 모린 웨스턴이 흔들의자 마라톤 중 449시간 동안 깨어 있었다고 알려져 세웠다. 이 기록을 유지하지 않는 정책 때문에 기네스 최신판에는 수면 부족에 대한 정보가 없다.
최근인 2007년 5월 25일, 토니 라이트는 가드너의 기록이 깨지지 않았다는 잘못된 믿음으로 랜디 가드너의 업적을 넘어섰다고 보고되었다. 그는 기록을 위해 24시간 비디오를 사용했다.

## 같이 보기
- 수면 박탈

## 더 읽어보기
- Sigrid Veasey; Raymond Rosen; Barbara Barzansky; Ilene Rosen; Judith Owens (2002). 《Sleep Loss and Fatigue in Residency Training》. 《JAMA》 288. 1116–1124쪽. doi:10.1001/jama.288.9.1116. PMID 12204082.
- McGrann, S;  외. (2008). 《Sleep deprivation effects within a non zeitgeiber environment: A Grounded theory Analysis》. 《British Journal of Psychology》 14.
- The Sleepwatchers, William C. Dement, Nychthemeron Press, 1996, ISBN 978-0-9649338-0-4
- 《How long can humans stay awake?》. 《Scientific American》. 2002년 3월 25일.